# Rupert Kollinger
Rupert Kollinger (* 25. März 1866 in Arnoldstein, Kärnten; † 21. August 1944 in Linz, Oberösterreich) war ein österreichischer Politiker der Sozialdemokratischen Arbeiterpartei (SdP).

## Ausbildung und Beruf
Nach dem Besuch der Berufsschule lernte er den Beruf des Hafners. Er wurde Privatangestellter, Herausgeber der sozialdemokratischen Wochenzeitung „Wahrheit“, Redakteur beim „Tagblatt“ und Landesparteisekretär der SdP Oberösterreich.

## Politische Mandate
- 1905–1931: Mitglied des Gemeinderates der Landeshauptstadt Linz
- 18. Mai 1931 bis 17. Februar 1934: Mitglied des Bundesrates (IV. Gesetzgebungsperiode), SdP